# アエトナ

アエトナ（ギリシア語：Αἴτνη, Aítnē）はシケリア（シチリア）の古代都市で、エトナ山の南斜面に位置していた。もともとはシケル人の都市であり、イネッサまたはイネッスムと呼ばれていた。

## 歴史
シュラクサイの僭主ヒエロン1世（在位：紀元前478年– 紀元前467年）はカタナ（現在のカターニア）の住民をレオンティノイ（現在のレンティーニ）に移住させてカタナにはドーリア人を居住させ、名前もアエトナと変えていた。ヒエロンの死後、カタナのドーリア人は自然の防御力に優れたイネッサに撤退し、そこを占領して名前をアエトナに変えた。このため、アエトナではヒエロンが都市の建設者であるとされていた。ただアエトナの名前はあまり使われなかったようであり、トゥキディデス（紀元前460年頃 - 紀元前395年）も依然としてイネッサと呼んでいる。アエトナはシュラクサイが支配し、強力な守備兵が置かれていた。紀元前426年にアテナイの将軍ラケスが攻略を試みたが失敗している。アテナイのシケリア遠征時には、アエトナとその近隣のヒュブラ・ゲレアティス（現在のパテルノー）はシュラクサイの同盟都市であり、その郊外がアテナイ軍に略奪されている。お
その後、シュラクサイの政情が不安定になると、アエトナはその要塞としての立地の良さから重要性を増し、ディオニュシオス1世に反旗を翻して敗れたシュラクサイの騎士階級の人々が、アエトナに逃れてきた。しかしディオニュシオスはカンパニア人傭兵部隊を創立してシュラクサイの僭主となり、その直後の紀元前403年にはアエトナも彼が支配し、カンパニア人が入植した。彼らはディオニュシオスに忠実であり、紀元前396年にカルタゴがシケリアに侵攻した際には多くの都市がカルタゴ側に寝返ったにもかかわらず、アエトナはシュラクサイとの同盟を維持した。紀元前396年に、シュラクサイに民主派の要請によってコリントスのティモレオンがシケリアに上陸し、アエトナは攻略された。
この時からローマの政治家キケロ（紀元前106年 - 紀元前43年）の時代までアエトナに関する記録は無い。キケロはアエトナを非常に重要なムニキピウム（自治都市）であると繰り返し述べている。その領域は、シキリア属州で最も豊かな穀倉地帯の一つであった。しかし、シキリア総督ガイウス・ウェッレス（en）とその官僚の苛斂誅求に、アエトナ市民は苦しんでいた。大プリニウス（22年頃 – 79年）もシキリアの「populi stipendiarii（傭兵）」の中にアエトナに名をあげている。プトレマイオス（83年頃 - 168年頃）の著作、アントニヌスの旅程表（3世紀始め）にもアエトナが出てくるが、その後の歴史といつ破壊されたかは不明である。

## 場所
アエトナがあった場所に関してはいくつかの疑問がある。ストラボン（紀元前63年頃 - 23年頃）は、ケントリペ（現在のチェントゥーリペ）の近くで、旅人が通常山を登る場所であるとしている。しかし別の節では、カタナから僅か80スタディオン（14.4キロメートル）と述べている。アントニヌスの旅程ではカタナからもケントリペからも12ローマ・マイル（17.3キロメートル）となっている。カタナとケントリペの間にあったことはトゥキディデスの著作でも確認できる。しかし、これら正確なデータがあるにもかかわらず、その正確な位置は特定されていない。
シチリアの考古学者はサンタ・マリーア・ディ・リコディーアにアエトナがあったと一般的に考えている。確かに防御に適した地形ではあるが、カタナから離れすぎている（25キロメートル）。ドイツの地理学者フィリップ・クルーファー（en、1580年 – 1622年）はニコロージのやや上のサン・ニコロ・デル・アレーナ修道院がある付近と推定しているが、標高が高すぎ、カタナとケントリペを結ぶ道路がこのような高い場所を通っていたことはない。プロイセンの歴史学者コンラート・マンネルト（en、1756年 – 1834年）はパテルノーの北東4キロメートルにある、エトナ山の麓の丘の上のカストロと呼ばれる遺跡がアエトナであると述べているが、これは各条件に合致している。マンネルトの説は、現在の学者の殆どが支持している。

## コイン
アエトナのコインはかなりの数が現存しているが、殆どが銅貨である。銅貨には人物のフルネーム「ΑΙΤΝΑΙΩΝ」が刻印されている。銀貨の数は非常に少ないが、いくつかのカタナの銀貨に似ている。銅貨とは異なり、略した「AITN」の文字が刻印されている。